# Corretor gramatical
Um corretor gramatical, em computação, é um programa ou parte de um programa que esquadrinha textos escritos verificando sua correção gramatical. Corretores gramaticais frequentemente vêm embutidos em programas maiores, como em processadores de texto, mas também são encontrados como aplicativos isolados, podendo ou não ser integrados a outros programas editores de texto.
A implementação de um corretor gramatical faz uso intensivo de processamento de linguagem natural.